# Philippinoeuops moseri
Philippinoeuops moseri là một loài bọ cánh cứng trong họ Attelabidae. Loài này được Voss miêu tả khoa học năm 1933.